# 2019年のJリーグカップ
2019年のJリーグカップは、2019年3月6日より開催され、同年10月26日に決勝が行われた、第27回Jリーグカップである。川崎フロンターレが初優勝を果たした。

## 大会名称
ヤマザキビスケットを冠スポンサーとして、「2019JリーグYBCルヴァンカップ」(英: 2019 J.LEAGUE YBC Levain CUP)の名称で行う。

## 大会レギュレーション
大会の基本レギュレーション（2019Ｊリーグ YBCルヴァンカップ試合実施要項）と準決勝までの開催日については2018年12月14日に、詳細な日程・組み合わせについては2019年1月23日にそれぞれJリーグより発表された。
前年大きく変更されたレギュレーションを踏襲しているが、AFCチャンピオンズリーグ2019 (ACL) の参加クラブ数が異動になったことと、前年のJ1参入プレーオフの結果J2との入れ替えが2チームとなったことを踏まえ、参加資格が一部変更となっている。
- 2019明治安田生命J1リーグに参加する18チームは全チーム参加。加えて、ACLプレーオフの結果次第で、2018明治安田生命J1リーグ17位の柏レイソル及び同18位のV・ファーレン長崎も参加する。昇格組では松本山雅FCは2015年大会以来4年ぶり、大分トリニータは2013年大会以来6年ぶりの参加。
  - 18クラブのうち、川崎フロンターレ・浦和レッズは ACLグループステージに出場するため、グループステージ・プレーオフステージは免除され、プライムステージからの出場。
  - サンフレッチェ広島と鹿島アントラーズはACLプレーオフに出場するため、ACLプレーオフに勝利してACLグループステージに進出した場合にグループステージ・プレーオフステージを免除となり、ACLプレーオフに敗退した場合はグループステージからの出場となる。この2チームのうち、1チームがACLプレーオフに勝利した場合は柏が、2チームともACLプレーオフに勝利した場合は柏と長崎がグループステージに参加する。その後、2019年2月19日に開催されたACLプレーオフで広島と鹿島が共にACLグループステージ出場を決めたため、柏と長崎の出場 (グループステージ参加)が決定した[3]。
- グループステージはACLグループステージ出場チームを除いた16チームを2018シーズンのJ1リーグ戦順位をもとに4組に分けて、各組2回総当たり (ホーム・アンド・アウェー)でリーグ戦を行う。
  - Aグループ：北海道コンサドーレ札幌 (4位)、横浜F・マリノス (12位)、湘南ベルマーレ(13位)、V・ファーレン長崎 (18位)
  - Bグループ：FC東京 (6位)、ベガルタ仙台 (11位)、サガン鳥栖 (14位)、柏レイソル (17位)
  - Cグループ：セレッソ大阪 (7位)、ヴィッセル神戸 (10位)、名古屋グランパス (15位)、大分トリニータ (J2・2位)
  - Dグループ：清水エスパルス (8位)、ガンバ大阪 (9位)、ジュビロ磐田 (16位)、松本山雅FC (J2・1位)
  - グループステージは全試合90分 (前後半45分ハーフ、延長戦なし)とし、勝ち点の多い順にグループ内の順位を決定する。勝ち点で並んだ場合には、最終順位決定時に以下の条件で優劣を決定する。
    1. 勝ち点が同一チーム間での「勝ち点」→「得失点差」→「得点」→「アウェーゴール」
勝ち点で3チーム以上が並んでいて、上記の条件を適用してもなお2チーム以上の成績が並ぶ場合は、該当するチーム間に対してこの条件を再度適用する。それでもなお順位が決定できないチームがある場合には、下記の手順を適用する。
    2. グループ全試合での「得失点差」→「得点」
    3. PK戦 (順位決定にかかわるチームが2チームのみで、かつ最終節直接対決の場合に限る。ABAB方式で開催され、決着しない場合は6人目以降サドンデス)
    4. 反則ポイント
    5. 抽選

  - 各グループステージの上位2クラブ (計8クラブ)がプレーオフステージ進出。
    - ACLグループステージ進出クラブ数によりプレーオフ出場クラブ数が変動することになっており、ACLグループステージ進出が3クラブの場合は「各グループステージの上位2クラブ+3位クラブの内上位2クラブ (計10クラブ)」、ACLグループステージ進出が2クラブの場合は「各グループステージの上位3クラブ (計12クラブ)」の予定だった。
- プレーオフステージはグループステージを勝ち上がったチーム同士の対戦により、ホーム・アンド・アウェーでの2試合制で実施される。
  - 組み合わせ：Aグループ1位 - Dグループ2位 / Bグループ1位 - Cグループ2位 / Cグループ1位 - Bグループ2位 / Dグループ1位 - Aグループ2位（第1戦は各グループ2位チームのホームで開催予定）
  - 勝者 (勝利数の多いチーム。同勝利数の場合は下記により決定) がプライムステージに進出。

  1. 2試合における合計得点数 (＝得失点差)
  2. アウェーでの得点数 (アウェーゴールルール)
  3. 15分ハーフの延長戦 (第2戦の後半終了後に引き続き実施、アウェーゴールルールは採用せず)
  4. PK戦 (グループステージと同様)
- プライムステージはプレーオフステージを勝ち抜いた4クラブにグループステージ免除の4クラブを加えた8クラブによって行われる。プライムステージの組み合わせは、グループステージまたはプレーオフステージ終了後にオープンドローの抽選で決定する。
  - 準々決勝と準決勝はホーム・アンド・アウェーでの2試合制 (レギュレーションはプレーオフステージと同様)。
  - 決勝は1試合勝負。90分で同点の場合は延長戦→PK戦で決着する。
  - 組み合わせ抽選は2019年7月28日に、前年同様プライムステージ進出クラブ代表によるオープンドロー (公開抽選)により行われ、フジテレビの主催する参加型イベント『ようこそ!! ワンガン夏祭り THE ODAIBA 2019』の本社屋前イベントステージにて一般公開で実施された[4]。参加選手は鈴木武蔵（札幌）、三竿健斗（鹿島）、橋岡大樹（浦和）、永井謙佑（FC東京）、田中碧（川崎）、相馬勇紀（名古屋）、食野亮太郎（G大阪）、東俊希（広島）。立会人として副理事長の原博実が参加した[4]他、ゲストとして元Jリーガーの武田修宏が参加。抽選の模様はJリーグ公式YouTubeチャンネルでライブ配信された[5]。
  - 本大会よりプライムステージ（準々決勝・準決勝・決勝）においてビデオ・アシスタント・レフェリー (VAR) を導入する[6]。
    - ただし、10月13日実施の準決勝第2戦・鹿島アントラーズvs川崎フロンターレ（県立カシマサッカースタジアム）は令和元年東日本台風（台風19号）の影響によりカメラ機材・スタッフの手配が困難となり、VAR判定が難しくなったことから、VARは採用せず追加副審で対応する[7]。

  - 本大会よりレギュレーション改定により、プレーオフステージとプライムステージの間で移籍した選手は、異なるチームの選手として出場が可能となった[注釈 1]。

## 大会日程
決勝を除く各日程については2018年12月14日に発表された。グループステージ・プレーオフステージは全てミッドウィーク (水曜日)開催となる。
| ステージ           | ラウンド           | 第1戦           | 第2戦                                   | 備考 |
| ------------------ | ------------------ | --------------- | --------------------------------------- | ---- |
| グループステージ   | 第1節              | 2019年03月06日  | 2019年03月06日                          |      |
| グループステージ   | 第2節              | 2019年03月13日  | 2019年03月13日                          |      |
| グループステージ   | 第3節              | 2019年04月10日  | 2019年04月10日                          |      |
| グループステージ   | 第4節              | 2019年04月24日  | 2019年04月24日                          |      |
| グループステージ   | 第5節              | 2019年05月08日  | 2019年05月08日                          |      |
| グループステージ   | 第6節              | 2019年05月22日  | 2019年05月22日                          |      |
| プレーオフステージ | プレーオフステージ | 2019年06月19日  | 2019年06月26日                          |      |
| プライムステージ   |                    |                 |                                         |      |
| 準々決勝           | 2019年09月04日     | 2019年09月08日  | ACL2019グループステージ出場チームの出場 |      |
| 準決勝             | 2019年10月09日     | 2019年10月13日  |                                         |      |
| 決勝               | 2019年010月26日    | 2019年010月26日 |                                         |      |

## グループステージ
| グループリーグ順位表の凡例 |
| -------------------------- |
| プレーオフステージ進出     |
| グループステージ敗退       |

### グループA
| 順 | チーム                 | 試 | 勝 | 分 | 敗 | 得 | 失 | 差 | 点 |  |     | CON | VVN | FMA | BEL |
| -- | ---------------------- | -- | -- | -- | -- | -- | -- | -- | -- |  | --- | --- | --- | --- | --- |
| 1  | 北海道コンサドーレ札幌 | 6  | 2  | 3  | 1  | 13 | 11 | +2 | 9  |  |     | —   | 0–0 | 0–4 | 4–1 |
| 2  | V・ファーレン長崎      | 6  | 2  | 2  | 2  | 10 | 11 | −1 | 8  |  | 3–6 | —   | 3–1 | 2–1 |     |
| 3  | 横浜F・マリノス        | 6  | 2  | 2  | 2  | 9  | 8  | +1 | 8  |  |     | 1–1 | 2–2 | —   | 1–0 |
| 4  | 湘南ベルマーレ         | 6  | 2  | 1  | 3  | 7  | 9  | −2 | 7  |  | 2–2 | 1–0 | 2–0 | —   |     |

1. 1 2  順位は2チーム間の対戦における勝ち点による（長崎：4、横浜FM：1）

| 第1節 2019年3月6日 | V・ファーレン長崎             | 2 - 1             | 湘南ベルマーレ | 諫早市                                                                |  |
| 19:03              | 吉岡雅和 90分 · 畑潤基 90+4分 | 公式記録 試合経過 | 梅崎司 4分     | 競技場: トランスコスモススタジアム長崎 観客数: 3,019人 主審: 荒木友輔 |  |

| 第1節 2019年3月6日 | 横浜F・マリノス | 1 - 1             | 北海道コンサドーレ札幌 | 横浜市                                                      |  |
| 19:33              | 大津祐樹 56分   | 公式記録 試合経過 | ジェイ 49分            | 競技場: ニッパツ三ツ沢球技場 観客数: 6,531人 主審: 井上知大 |  |

| 第2節 2019年3月13日 | 北海道コンサドーレ札幌 | 0 - 0             | V・ファーレン長崎 | 札幌市                                          |  |
| 19:03               |                        | 公式記録 試合経過 |                   | 競技場: 札幌ドーム 観客数: 7,023人 主審: 松尾一 |  |

| 第2節 2019年3月13日 | 湘南ベルマーレ              | 2 - 0             | 横浜F・マリノス | 平塚市                                                        |  |
| 19:03               | 指宿洋史 32分 · レレウ 78分 | 公式記録 試合経過 |                 | 競技場: Shonan BMWスタジアム平塚 観客数: 8,260人 主審: 東城穣 |  |

| 第3節 2019年4月10日 | 北海道コンサドーレ札幌                           | 4 - 1             | 湘南ベルマーレ | 札幌市                                              |  |
| 19:03               | 鈴木武蔵 24分 (pen.), 41分, 65分 · 檀崎竜孔 40分 | 公式記録 試合経過 | レレウ 50分    | 競技場: 札幌ドーム 観客数: 5,698人 主審: 福島孝一郎 |  |

| 第3節 2019年4月10日 | 横浜F・マリノス                           | 2 - 2             | V・ファーレン長崎             | 横浜市                                                      |  |
| 19:33               | 山谷侑士 21分 · イッペイ・シノヅカ 45+3分 | 公式記録 試合経過 | 吉岡雅和 43分 · 翁長聖 90+2分 | 競技場: ニッパツ三ツ沢球技場 観客数: 3,528人 主審: 高山啓義 |  |

| 第4節 2019年4月24日 | V・ファーレン長崎                                      | 3 - 6             | 北海道コンサドーレ札幌                                                                    | 諫早市                                                                |  |
| 19:03               | イ・ジョンホ 43分 (pen.) · 畑潤基 62分 · 吉岡雅和 79分 | 公式記録 試合経過 | 鈴木武蔵 5分 (pen.), 48分 · 39分 (OG) · 福森晃斗 44分 · 早坂良太 49分 · キム・ミンテ 74分 | 競技場: トランスコスモススタジアム長崎 観客数: 3,552人 主審: 村上伸次 |  |

| 第4節 2019年4月24日 | 横浜F・マリノス | 1 - 0             | 湘南ベルマーレ | 横浜市                                                      |  |
| 19:33               | 大津祐樹 41分   | 公式記録 試合経過 |                | 競技場: ニッパツ三ツ沢球技場 観客数: 5,099人 主審: 笠原寛貴 |  |

| 第5節 2019年5月8日 | 北海道コンサドーレ札幌 | 0 - 4             | 横浜F・マリノス                                                     | 札幌市                                                  |  |
| 19:00              |                        | 公式記録 試合経過 | 松原健 16分 · 李忠成 59分 · イッペイ・シノヅカ 68分 · 山谷侑士 78分 | 競技場: 札幌厚別公園競技場 観客数: 5,311人 主審: 松尾一 |  |

| 第5節 2019年5月8日 | 湘南ベルマーレ | 1 - 0             | V・ファーレン長崎 | 平塚市                                                          |  |
| 19:00              | 鈴木冬一 48分  | 公式記録 試合経過 |                   | 競技場: Shonan BMWスタジアム平塚 観客数: 5,077人 主審: 佐藤隆治 |  |

| 第6節 2019年5月22日 | 湘南ベルマーレ                    | 2 - 2             | 北海道コンサドーレ札幌                        | 平塚市                                                          |  |
| 19:00               | 菊地俊介 71分 · 野田隆之介 90+2分 | 公式記録 試合経過 | ルーカス・フェルナンデス 39分 · 金子拓郎 48分 | 競技場: Shonan BMWスタジアム平塚 観客数: 7,366人 主審: 山岡良介 |  |

| 第6節 2019年5月22日 | V・ファーレン長崎                              | 3 - 1             | 横浜F・マリノス | 諫早市                                                                |  |
| 19:00               | 吉岡雅和 7分 · 長谷川悠 60分 · 大本祐槻 90+3分 | 公式記録 試合経過 | 天野純 72分     | 競技場: トランスコスモススタジアム長崎 観客数: 4,014人 主審: 家本政明 |  |

### グループB
| 順 | チーム       | 試 | 勝 | 分 | 敗 | 得 | 失 | 差 | 点 |  |     | VEG | TOK | SAG | REY |
| -- | ------------ | -- | -- | -- | -- | -- | -- | -- | -- |  | --- | --- | --- | --- | --- |
| 1  | ベガルタ仙台 | 6  | 3  | 3  | 0  | 9  | 5  | +4 | 12 |  |     | —   | 2–1 | 1–1 | 2–1 |
| 2  | FC東京       | 6  | 3  | 1  | 2  | 6  | 4  | +2 | 10 |  | 0–0 | —   | 1–0 | 2–0 |     |
| 3  | サガン鳥栖   | 6  | 1  | 2  | 3  | 3  | 6  | −3 | 5  |  |     | 1–3 | 0–1 | —   | 0–0 |
| 4  | 柏レイソル   | 6  | 1  | 2  | 3  | 4  | 7  | −3 | 5  |  | 1–1 | 2–1 | 0–1 | —   |     |

1. 1 2  順位は2チーム間の対戦における勝ち点による（鳥栖：4、柏：1）

| 第1節 2019年3月6日 | 柏レイソル          | 2 - 1             | FC東京      | 柏市                                                              |  |
| 19:03              | オルンガ 65分, 69分 | 公式記録 試合経過 | 渡辺剛 30分 | 競技場: 三協フロンテア柏スタジアム 観客数: 4,521人 主審: 笠原寛貴 |  |

| 第1節 2019年3月6日 | サガン鳥栖    | 1 - 3             | ベガルタ仙台                                     | 鳥栖市                                                      |  |
| 19:33              | 谷口博之 83分 | 公式記録 試合経過 | ジャーメイン良 45分, 72分 (pen.) · 阿部拓馬 85分 | 競技場: 駅前不動産スタジアム 観客数: 5,436人 主審: 池内明彦 |  |

| 第2節 2019年3月13日 | ベガルタ仙台              | 2 - 1             | FC東京        | 仙台市                                                          |  |
| 19:03               | 梁勇基 16分 · 長沢駿 24分 | 公式記録 試合経過 | 太田宏介 63分 | 競技場: ユアテックスタジアム仙台 観客数: 6,304人 主審: 西村雄一 |  |

| 第2節 2019年3月13日 | 柏レイソル | 0 - 1             | サガン鳥栖  | 柏市                                                              |  |
| 19:03               |            | 公式記録 試合経過 | 原川力 49分 | 競技場: 三協フロンテア柏スタジアム 観客数: 4,376人 主審: 高山啓義 |  |

| 第3節 2019年4月10日 | ベガルタ仙台                | 2 - 1             | 柏レイソル    | 仙台市                                                          |  |
| 19:03               | 長沢駿 47分 · 石原直樹 69分 | 公式記録 試合経過 | 江坂任 90+3分 | 競技場: ユアテックスタジアム仙台 観客数: 5,262人 主審: 山岡良介 |  |

| 第3節 2019年4月10日 | FC東京        | 1 - 0             | サガン鳥栖 | 東京都港区                                              |  |
| 19:03               | 久保建英 84分 | 公式記録 試合経過 |            | 競技場: 秩父宮ラグビー場 観客数: 5,181人 主審: 今村義朗 |  |

| 第4節 2019年4月24日 | ベガルタ仙台 | 1 - 1             | サガン鳥栖  | 仙台市                                                          |  |
| 19:03               | 長沢駿 58分  | 公式記録 試合経過 | 趙東建 43分 | 競技場: ユアテックスタジアム仙台 観客数: 6,630人 主審: 荒木友輔 |  |

| 第4節 2019年4月24日 | FC東京                                        | 2 - 0             | 柏レイソル | さいたま市                                                   |  |
| 19:03               | ナ・ソンホ 50分 · ディエゴ・オリヴェイラ 89分 | 公式記録 試合経過 |            | 競技場: NACK5スタジアム大宮 観客数: 3,524人 主審: 福島孝一郎 |  |

| 第5節 2019年5月8日 | FC東京 | 0 - 0             | ベガルタ仙台 | 東京都港区                                              |  |
| 19:00              |        | 公式記録 試合経過 |              | 競技場: 秩父宮ラグビー場 観客数: 9,910人 主審: 木村博之 |  |

| 第5節 2019年5月8日 | サガン鳥栖 | 0 - 0             | 柏レイソル | 鳥栖市                                                      |  |
| 19:30              |            | 公式記録 試合経過 |            | 競技場: 駅前不動産スタジアム 観客数: 5,009人 主審: 飯田淳平 |  |

| 第6節 2019年5月22日 | 柏レイソル    | 1 - 1             | ベガルタ仙台 | 柏市                                                            |  |
| 19:00               | 瀬川祐輔 26分 | 公式記録 試合経過 | 田中渉 79分  | 競技場: 三協フロンテア柏スタジアム 観客数: 3,062人 主審: 中村太 |  |

| 第6節 2019年5月22日 | サガン鳥栖 | 0 - 1             | FC東京          | 鳥栖市                                                      |  |
| 19:00               |            | 公式記録 試合経過 | ユ・インス 45分 | 競技場: 駅前不動産スタジアム 観客数: 7,120人 主審: 岡部拓人 |  |

### グループC
| 順 | チーム           | 試 | 勝 | 分 | 敗 | 得 | 失 | 差 | 点 |  |     | CER | GRA | TRI | VIS |
| -- | ---------------- | -- | -- | -- | -- | -- | -- | -- | -- |  | --- | --- | --- | --- | --- |
| 1  | セレッソ大阪     | 6  | 3  | 2  | 1  | 9  | 4  | +5 | 11 |  |     | —   | 3–0 | 2–0 | 1–0 |
| 2  | 名古屋グランパス | 6  | 2  | 3  | 1  | 11 | 11 | 0  | 9  |  | 2–2 | —   | 2–1 | 2–2 |     |
| 3  | 大分トリニータ   | 6  | 2  | 1  | 3  | 7  | 10 | −3 | 7  |  |     | 2–1 | 2–2 | —   | 2–1 |
| 4  | ヴィッセル神戸   | 6  | 1  | 2  | 3  | 6  | 8  | −2 | 5  |  | 0–0 | 1–3 | 2–0 | —   |     |

| 第1節 2019年3月6日 | 名古屋グランパス                    | 2 - 2             | ヴィッセル神戸                   | 名古屋市                                                       |  |
| 19:03              | 相馬勇紀 80分 (pen.), 90+1分 (pen.) | 公式記録 試合経過 | ウェリントン 57分, 90+5分 (pen.) | 競技場: パロマ瑞穂スタジアム 観客数: 13,570人 主審: 福島孝一郎 |  |

| 第1節 2019年3月6日 | 大分トリニータ                  | 2 - 1             | セレッソ大阪            | 大分市                                                    |  |
| 19:00              | 丸谷拓也 89分 · 後藤優介 90+2分 | 公式記録 試合経過 | ブルーノ・メンデス 23分 | 競技場: 昭和電工ドーム大分 観客数: 5,320人 主審: 家本政明 |  |

| 第2節 2019年3月13日 | 名古屋グランパス                             | 2 - 1             | 大分トリニータ  | 名古屋市                                                     |  |
| 19:03               | 相馬勇紀 4分 · 長谷川アーリアジャスール 41分 | 公式記録 試合経過 | 伊藤涼太郎 43分 | 競技場: パロマ瑞穂スタジアム 観客数: 10,156人 主審: 村上伸次 |  |

| 第2節 2019年3月13日 | ヴィッセル神戸 | 0 - 0             | セレッソ大阪 | 神戸市                                                                    |  |
| 19:03               |                | 公式記録 試合経過 |              | 競技場: 神戸総合運動公園ユニバー記念競技場 観客数: 7,414人 主審: 大坪博和 |  |

| 第3節 2019年4月10日 | ヴィッセル神戸                    | 2 - 0             | 大分トリニータ | 神戸市                                                                    |  |
| 19:03               | ウェリントン 24分 · 田中順也 38分 | 公式記録 試合経過 |                | 競技場: 神戸総合運動公園ユニバー記念競技場 観客数: 6,789人 主審: 西村雄一 |  |

| 第3節 2019年4月10日 | セレッソ大阪                        | 3 - 0             | 名古屋グランパス | 大阪市                                                      |  |
| 19:33               | 水沼宏太 10分, 15分 · 福満隆貴 82分 | 公式記録 試合経過 |                  | 競技場: ヤンマースタジアム長居 観客数: 5,728人 主審: 松尾一 |  |

| 第4節 2019年4月24日 | 大分トリニータ                | 2 - 2             | 名古屋グランパス              | 大分市                                                  |  |
| 19:03               | 三平和司 45分 · 後藤優介 48分 | 公式記録 試合経過 | 金井貢史 24分 · 赤﨑秀平 83分 | 競技場: 昭和電工ドーム大分 観客数: 4,322人 主審: 東城穣 |  |

| 第4節 2019年4月24日 | セレッソ大阪    | 1 - 0             | ヴィッセル神戸 | 大阪市                                                      |  |
| 19:33               | 田中亜土夢 22分 | 公式記録 試合経過 |                | 競技場: ヤンマースタジアム長居 観客数: 9,422 主審: 小屋幸栄 |  |

| 第5節 2019年5月8日 | 大分トリニータ                    | 2 - 1             | ヴィッセル神戸 | 大分市                                                    |  |
| 19:00              | 後藤優介 69分 · ティティパン 76分 | 公式記録 試合経過 | 山口蛍 38分    | 競技場: 昭和電工ドーム大分 観客数: 6,268人 主審: 家本政明 |  |

| 第5節 2019年5月8日 | 名古屋グランパス            | 2 - 2             | セレッソ大阪                | 名古屋市                                                    |  |
| 19:30              | 前田直輝 69分 · ジョー 79分 | 公式記録 試合経過 | 片山瑛一 15分 · 舩木翔 40分 | 競技場: パロマ瑞穂スタジアム 観客数: 9,852人 主審: 笠原寛貴 |  |

| 第6節 2019年5月22日 | セレッソ大阪     | 2 - 0             | 大分トリニータ | 大阪市                                                        |  |
| 19:00               | ソウザ 6分, 71分 | 公式記録 試合経過 |                | 競技場: ヤンマースタジアム長居 観客数: 6,237人 主審: 高山啓義 |  |

| 第6節 2019年5月22日 | ヴィッセル神戸    | 1 - 3             | 名古屋グランパス                                    | 神戸市                                                      |  |
| 19:00               | ウェリントン 49分 | 公式記録 試合経過 | 赤﨑秀平 46分, 81分 · 長谷川アーリアジャスール 71分 | 競技場: ノエビアスタジアム神戸 観客数: 5,835人 主審: 松尾一 |  |

### グループD
| 順 | チーム         | 試 | 勝 | 分 | 敗 | 得 | 失 | 差 | 点 |  |     | GAM | JUB | SSP | YAM |
| -- | -------------- | -- | -- | -- | -- | -- | -- | -- | -- |  | --- | --- | --- | --- | --- |
| 1  | ガンバ大阪     | 6  | 3  | 2  | 1  | 10 | 5  | +5 | 11 |  |     | —   | 4–1 | 3–1 | 2–1 |
| 2  | ジュビロ磐田   | 6  | 3  | 0  | 3  | 6  | 8  | −2 | 9  |  | 1–0 | —   | 0–2 | 1–0 |     |
| 3  | 清水エスパルス | 6  | 2  | 2  | 2  | 8  | 8  | 0  | 8  |  |     | 1–1 | 1–0 | —   | 2–2 |
| 4  | 松本山雅FC     | 6  | 1  | 2  | 3  | 6  | 9  | −3 | 5  |  | 0–0 | 1–3 | 2–1 | —   |     |

| 第1節 2019年3月6日 | 松本山雅FC                     | 2 - 1             | 清水エスパルス          | 松本市                                                     |  |
| 19:04              | 町田也真人 5分 · 高崎寛之 89分 | 公式記録 試合経過 | ヘナト・アウグスト 56分 | 競技場: サンプロ アルウィン 観客数: 8,048人 主審: 木村博之 |  |

| 第1節 2019年3月6日 | ジュビロ磐田  | 1 - 0             | ガンバ大阪 | 磐田市                                                         |  |
| 19:03              | 中野誠也 30分 | 公式記録 試合経過 |            | 競技場: ヤマハスタジアム (磐田) 観客数: 7,100人 主審: 小屋幸栄 |  |

| 第2節 2019年3月13日 | 清水エスパルス | 1 - 0             | ジュビロ磐田 | 静岡市                                                     |  |
| 19:03               | 滝裕太 47分    | 公式記録 試合経過 |              | 競技場: IAIスタジアム日本平 観客数: 8,239人 主審: 上田益也 |  |

| 第2節 2019年3月13日 | ガンバ大阪                              | 2 - 1             | 松本山雅FC   | 吹田市                                                            |  |
| 19:03               | 小野瀬康介 34分 · ファン・ウィジョ 34分 | 公式記録 試合経過 | 宮阪政樹 5分 | 競技場: パナソニックスタジアム吹田 観客数: 7,430人 主審: 佐藤隆治 |  |

| 第3節 2019年4月10日 | 松本山雅FC    | 1 - 3             | ジュビロ磐田                          | 松本市                                                     |  |
| 19:04               | 杉本太郎 59分 | 公式記録 試合経過 | 中山仁斗 22分, 90+2分 · 中野誠也 47分 | 競技場: サンプロ アルウィン 観客数: 5,403人 主審: 井上知大 |  |

| 第3節 2019年4月10日 | 清水エスパルス       | 1 - 1             | ガンバ大阪   | 静岡市                                                     |  |
| 19:03               | 北川航也 19分 (pen.) | 公式記録 試合経過 | 三浦弦太 5分 | 競技場: IAIスタジアム日本平 観客数: 4,158人 主審: 岡部拓人 |  |

| 第4節 2019年4月24日 | 清水エスパルス                | 2 - 2             | 松本山雅FC                        | 静岡市                                                     |  |
| 19:03               | 滝裕太 43分 · 楠神順平 45+3分 | 公式記録 試合経過 | 溝渕雄志 21分 · エドゥアルド 23分 | 競技場: IAIスタジアム日本平 観客数: 4,523人 主審: 家本政明 |  |

| 第4節 2019年4月24日 | ガンバ大阪                                                                | 4 - 1             | ジュビロ磐田  | 吹田市                                                            |  |
| 19:03               | ファン・ウィジョ 10分 · 田中達也 12分 · 食野亮太郎 79分 · 中村敬斗 90+2分 | 公式記録 試合経過 | 上原力也 61分 | 競技場: パナソニックスタジアム吹田 観客数: 7,006人 主審: 大坪博和 |  |

| 第5節 2019年5月8日 | ジュビロ磐田  | 1 - 0             | 松本山雅FC | 磐田市                                                         |  |
| 19:00              | 荒木大吾 86分 | 公式記録 試合経過 |            | 競技場: ヤマハスタジアム (磐田) 観客数: 5,756人 主審: 上田益也 |  |

| 第5節 2019年5月8日 | ガンバ大阪                                            | 3 - 1             | 清水エスパルス  | 吹田市                                                            |  |
| 19:00              | 三浦弦太 45分 · ファン・ウィジョ 65分 · 中村敬斗 67分 | 公式記録 試合経過 | ドウグラス 62分 | 競技場: パナソニックスタジアム吹田 観客数: 7,051人 主審: 池内明彦 |  |

| 第6節 2019年5月22日 | 松本山雅FC | 0 - 0             | ガンバ大阪 | 松本市                                                     |  |
| 19:00               |            | 公式記録 試合経過 |            | 競技場: サンプロ アルウィン 観客数: 7,680人 主審: 今村義朗 |  |

| 第6節 2019年5月22日 | ジュビロ磐田 | 0 - 2             | 清水エスパルス            | 磐田市                                                         |  |
| 19:00               |              | 公式記録 試合経過 | 髙橋大悟 62分 · 77分 (OG) | 競技場: ヤマハスタジアム (磐田) 観客数: 8,944人 主審: 荒木友輔 |  |

## プレーオフステージ
| チーム #1         | 合計  | チーム #2              | 第1戦 | 第2戦 |
| ----------------- | ----- | ---------------------- | ----- | ----- |
| ジュビロ磐田      | 2 - 4 | 北海道コンサドーレ札幌 | 1 - 2 | 1 - 2 |
| 名古屋グランパス  | 2 - 1 | ベガルタ仙台           | 2 - 0 | 0 - 1 |
| FC東京            | 2 - 1 | セレッソ大阪           | 1 - 0 | 1 - 1 |
| V・ファーレン長崎 | 3 - 4 | ガンバ大阪             | 1 - 4 | 2 - 0 |

### 第1戦
| 2019年6月19日 19:03 |

| ジュビロ磐田 (グループD2位) | 1 - 2             | 北海道コンサドーレ札幌 (グループA1位)  |
| ロドリゲス 57分             | 公式記録 試合経過 | アンデルソン・ロペス 49分 (pen.), 85分 |

| ヤマハスタジアム (磐田), 磐田市 観客数: 4,422人 主審: 家本政明 |

| 2019年6月19日 19:04 |

| 名古屋グランパス (グループC2位) | 2 - 0             | ベガルタ仙台 (グループB1位) |
| 赤﨑秀平 17分 · マテウス 72分   | 公式記録 試合経過 |                             |

| パロマ瑞穂スタジアム, 名古屋市 観客数: 6,405人 主審: 西村雄一 |

| 2019年6月19日 19:03 |

| FC東京 (グループB2位) | 1 - 0             | セレッソ大阪 (グループC1位) |
| 永井謙佑 43分         | 公式記録 試合経過 |                             |

| 味の素スタジアム, 調布市 観客数: 5,943人 主審: 東城穣 |

| 2019年6月19日 19:03 |

| V・ファーレン長崎 (グループA2位) | 1 - 4             | ガンバ大阪 (グループD1位)                                       |
| 大本祐槻 90+1分                  | 公式記録 試合経過 | 田中達也 31分 · 倉田秋 54分 · アデミウソン 58分 · 中村敬斗 82分 |

| トランスコスモススタジアム長崎, 諫早市 観客数: 6,480人 主審: 飯田淳平 |

### 第2戦
| 2019年6月26日 19:00 |

| 北海道コンサドーレ札幌                          | 2 - 1             | ジュビロ磐田           |
| 鈴木武蔵 5分 · アンデルソン・ロペス 10分 (pen.) | 公式記録 試合経過 | ロドリゲス 23分 (pen.) |

| 札幌厚別公園競技場, 札幌市 観客数: 5,415人 主審: 荒木友輔 |

二試合合計スコア 4 - 2で北海道コンサドーレ札幌がプライムステージ進出
| 2019年6月26日 19:00 |

| ベガルタ仙台  | 1 - 0             | 名古屋グランパス |
| 道渕諒平 85分 | 公式記録 試合経過 |                  |

| ユアテックスタジアム仙台, 仙台市 観客数: 5,963人 主審: 福島孝一郎 |

二試合合計スコア 2 - 1で名古屋グランパスがプライムステージ進出
| 2019年6月26日 19:00 |

| セレッソ大阪            | 1 - 1             | FC東京        |
| ブルーノ・メンデス 62分 | 公式記録 試合経過 | 矢島輝一 75分 |

| ヤンマースタジアム長居, 大阪市 観客数: 6,116人 主審: 村上伸次 |

二試合合計スコア 2 - 1でFC東京がプライムステージ進出
| 2019年6月26日 19:00 |

| ガンバ大阪 | 0 - 2             | V・ファーレン長崎           |
|            | 公式記録 試合経過 | 島田譲 87分 · 畑潤基 90+4分 |

| パナソニックスタジアム吹田, 吹田市 観客数: 5,708人 主審: 山本雄大 |

二試合合計スコア 4 - 3でガンバ大阪がプライムステージ進出

## プライムステージ
プライムステージの組み合わせは2019年7月28日のオープンドローの結果、以下の通り決定した。
以下のトーナメント表は、準々決勝と準決勝については、上段に第2戦のホームチームを、下段に第1戦のホームチームを記載する。
|  | 準々決勝 (9月4日・9月8日) | 準々決勝 (9月4日・9月8日) | 準々決勝 (9月4日・9月8日) | 準々決勝 (9月4日・9月8日) |   |                            | 準決勝 (10月9日・10月13日) | 準決勝 (10月9日・10月13日) | 準決勝 (10月9日・10月13日) | 準決勝 (10月9日・10月13日) |  |  | 決勝 (10月26日)        | 決勝 (10月26日) |
|  |                           |                           |                           |                           |   |                            |                            |                            |                            |                            |  |  |                        |                 |
|  | サンフレッチェ広島        | 2                         | 1                         | 3                         |   |                            |                            |                            |                            |                            |  |  |                        |                 |
|  | 北海道コンサドーレ札幌    | 3                         | 1                         | 4                         |   |                            |                            |                            |                            |                            |  |  |                        |                 |
|  | 北海道コンサドーレ札幌    | 3                         | 1                         | 4                         |   | 北海道コンサドーレ札幌 (a) | 1                          | 1                          | 2                          |                            |  |  |                        |                 |
|  |                           |                           |                           |                           |   | 北海道コンサドーレ札幌 (a) | 1                          | 1                          | 2                          |                            |  |  |                        |                 |
|  |                           | ガンバ大阪                | 2                         | 0                         | 2 |                            |                            |                            |                            |                            |  |  |                        |                 |
|  | FC東京                    | ガンバ大阪                | 2                         | 0                         | 2 | 0                          | 2                          | 2                          |                            |                            |  |  |                        |                 |
|  | FC東京                    |                           |                           |                           |   | 0                          | 2                          | 2                          |                            |                            |  |  |                        |                 |
|  | ガンバ大阪 (a)            | 1                         | 1                         | 2                         |   |                            |                            |                            |                            |                            |  |  |                        |                 |
|  |                           |                           |                           |                           |   |                            |                            |                            |                            |                            |  |  | 北海道コンサドーレ札幌 | 3 (4)           |
|  |                           |                           | 川崎フロンターレ          | 3 (5)                     |   |                            |                            |                            |                            |                            |  |  |                        |                 |
|  | 鹿島アントラーズ          | 3                         | 2                         | 5                         |   |                            |                            |                            |                            |                            |  |  |                        |                 |
|  | 浦和レッズ                | 2                         | 2                         | 4                         |   |                            |                            |                            |                            |                            |  |  |                        |                 |
|  | 浦和レッズ                | 2                         | 2                         | 4                         |   | 鹿島アントラーズ           | 1                          | 0                          | 1                          |                            |  |  |                        |                 |
|  |                           |                           |                           |                           |   | 鹿島アントラーズ           | 1                          | 0                          | 1                          |                            |  |  |                        |                 |
|  |                           | 川崎フロンターレ          | 3                         | 0                         | 3 |                            |                            |                            |                            |                            |  |  |                        |                 |
|  | 名古屋グランパス          | 川崎フロンターレ          | 3                         | 0                         | 3 | 0                          | 2                          | 2                          |                            |                            |  |  |                        |                 |
|  | 名古屋グランパス          |                           |                           |                           |   | 0                          | 2                          | 2                          |                            |                            |  |  |                        |                 |
|  | 川崎フロンターレ          | 2                         | 2                         | 4                         |   |                            |                            |                            |                            |                            |  |  |                        |                 |

### 準々決勝
| チーム #1              | 合計      | チーム #2          | 第1戦 | 第2戦 |
| ---------------------- | --------- | ------------------ | ----- | ----- |
| 北海道コンサドーレ札幌 | 4 - 3     | サンフレッチェ広島 | 3 - 2 | 1 - 1 |
| ガンバ大阪             | 2 - 2 (a) | FC東京             | 1 - 0 | 1 - 2 |
| 浦和レッズ             | 4 - 5     | 鹿島アントラーズ   | 2 - 3 | 2 - 2 |
| 川崎フロンターレ       | 4 - 2     | 名古屋グランパス   | 2 - 0 | 2 - 2 |

#### 第1戦
| 2019年9月4日 19:03 |

| 北海道コンサドーレ札幌                                 | 3 - 2             | サンフレッチェ広島             |
| アンデルソン・ロペス 19分, 83分 (pen.) · 福森晃斗 51分 | 公式記録 試合経過 | レアンドロ・ペレイラ 3分, 21分 |

| 札幌厚別公園競技場, 札幌市 観客数: 6,906人 主審: 西村雄一 |

| 2019年9月4日 19:33 |

| ガンバ大阪  | 1 - 0             | FC東京 |
| 倉田秋 39分 | 公式記録 試合経過 |        |

| パナソニックスタジアム吹田, 吹田市 観客数: 7,045人 主審: 山本雄大 |

| 2019年9月4日 19:33 |

| 浦和レッズ                    | 2 - 3             | 鹿島アントラーズ                              |
| 興梠慎三 58分 · 槙野智章 60分 | 公式記録 試合経過 | ブエノ 35分 · 土居聖真 38分 · 名古新太郎 43分 |

| 埼玉スタジアム2002, さいたま市 観客数: 21,148人 主審: 木村博之 |

| 2019年9月4日 19:03 |

| 川崎フロンターレ            | 2 - 0             | 名古屋グランパス |
| 知念慶 15分 · 脇坂泰斗 61分 | 公式記録 試合経過 |                  |

| 等々力陸上競技場, 川崎市 観客数: 14,719人 主審: 村上伸次 |

#### 第2戦
| 2019年9月8日 19:03 |

| サンフレッチェ広島 | 1 - 1             | 北海道コンサドーレ札幌   |
| 渡大生 49分        | 公式記録 試合経過 | アンデルソン・ロペス 9分 |

| エディオンスタジアム広島, 広島市 観客数: 5,607人 主審: 福島孝一郎 |

二試合合計スコア 4 - 3で北海道コンサドーレ札幌が準決勝進出
| 2019年9月8日 16:33 |

| FC東京                                      | 2 - 1             | ガンバ大阪      |
| ディエゴ・オリヴェイラ 20分 · 田川亨介 67分 | 公式記録 試合経過 | パトリック 76分 |

| NACK5スタジアム大宮, さいたま市 観客数: 8,177人 主審: 今村義朗 |

二試合合計スコア 2 - 2、アウェーゴール数1 - 0でガンバ大阪が準決勝進出
| 2019年9月8日 18:33 |

| 鹿島アントラーズ            | 2 - 2             | 浦和レッズ                        |
| 犬飼智也 66分 · 伊藤翔 87分 | 公式記録 試合経過 | エヴェルトン 28分 · 関根貴大 77分 |

| 茨城県立カシマサッカースタジアム, 鹿嶋市 観客数: 14,887人 主審: 佐藤隆治 |

二試合合計スコア 5 - 4で鹿島アントラーズが準決勝進出
| 2019年9月8日 18:03 |

| 名古屋グランパス                            | 2 - 2             | 川崎フロンターレ                          |
| 長谷川アーリアジャスール 73分 · ジョー 89分 | 公式記録 試合経過 | 下田北斗 53分 · レアンドロ・ダミアン 81分 |

| パロマ瑞穂スタジアム, 名古屋市 観客数: 11,587人 主審: 松尾一 |

二試合合計スコア 4 - 2で川崎フロンターレが準決勝進出

### 準決勝
| チーム #1        | 合計      | チーム #2              | 第1戦 | 第2戦 |
| ---------------- | --------- | ---------------------- | ----- | ----- |
| ガンバ大阪       | 2 - 2 (a) | 北海道コンサドーレ札幌 | 2 - 1 | 0 - 1 |
| 川崎フロンターレ | 3 - 1     | 鹿島アントラーズ       | 3 - 1 | 0 - 0 |

#### 第1戦
| 2019年10月9日 19:03 |

| ガンバ大阪                      | 2 - 1             | 北海道コンサドーレ札幌 |
| 宇佐美貴史 74分 · 倉田秋 90+5分 | 公式記録 試合経過 | キム・ミンテ 87分      |

| パナソニックスタジアム吹田, 吹田市 観客数: 8,138人 主審: 木村博之 |

| 2019年10月9日 19:03 |

| 川崎フロンターレ                              | 3 - 1             | 鹿島アントラーズ |
| 守田英正 27分 · 脇坂泰斗 82分 · 阿部浩之 86分 | 公式記録 試合経過 | 白崎凌兵 10分    |

| 等々力陸上競技場, 川崎市 観客数: 18,412人 主審: 西村雄一 |

#### 第2戦
| 2019年10月13日 13:00 |

| 北海道コンサドーレ札幌 | 1 - 0             | ガンバ大阪 |
| 鈴木武蔵 76分          | 公式記録 試合経過 |            |

| 札幌ドーム, 札幌市 観客数: 15,996人 主審: 家本政明 |

二試合合計スコア 2 - 2、アウェーゴール数1 - 0で北海道コンサドーレ札幌が決勝進出
| 2019年10月13日 19:03 |

| 鹿島アントラーズ | 0 - 0             | 川崎フロンターレ |
|                  | 公式記録 試合経過 |                  |

| 茨城県立カシマサッカースタジアム, 鹿嶋市 観客数: 19,127人 主審: 東城穣 |

二試合合計スコア 3 - 1で川崎フロンターレが決勝進出

### 決勝

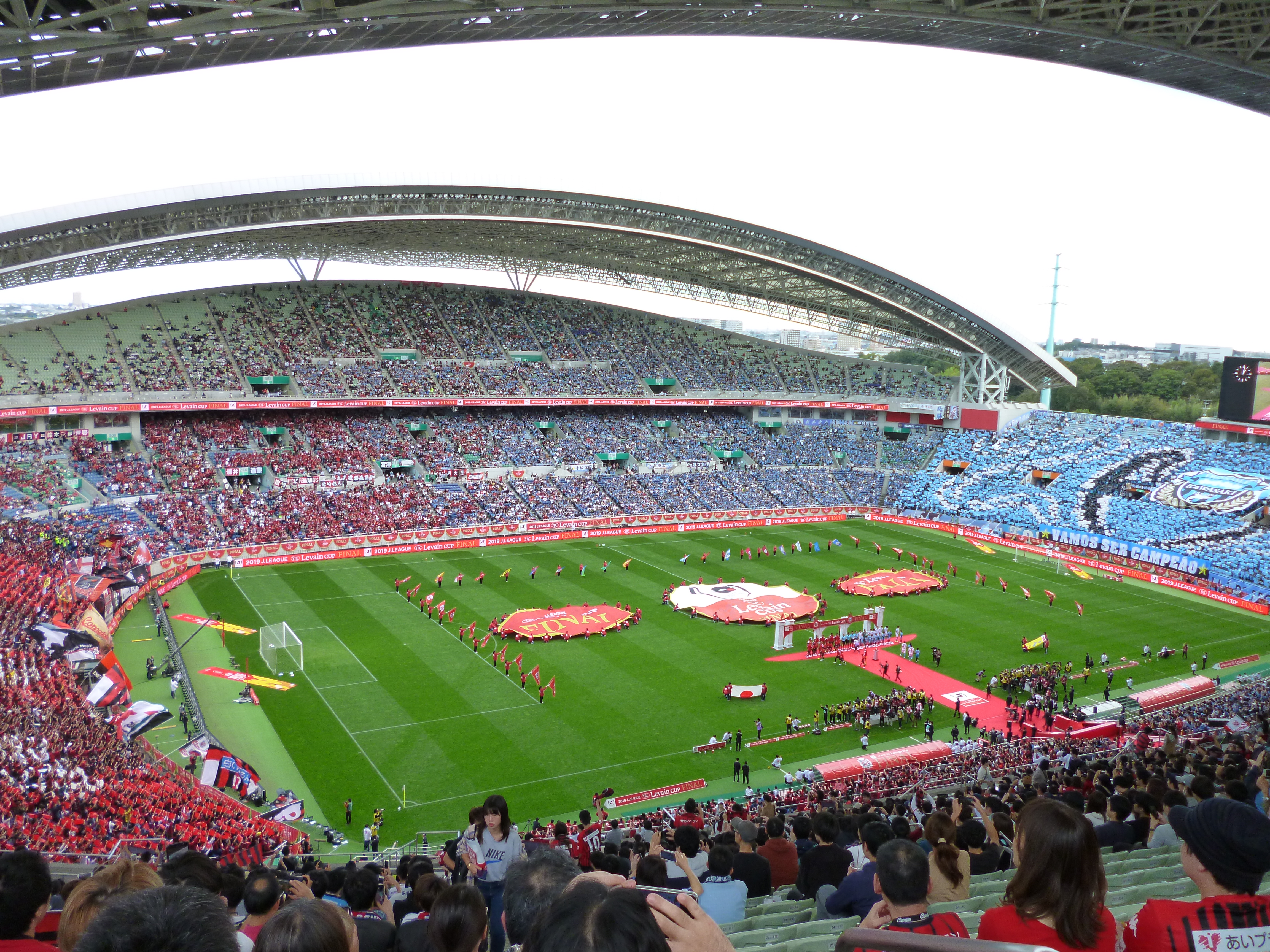
試合開始前のセレモニーをメインタンド側より臨む。
サポーター席は左側が札幌（ホーム）、右側が川崎（アウェー）。

決勝に進出したのは、初の決勝進出となった札幌と2017年大会以来2年ぶり5回目の決勝進出となった川崎の2チーム。札幌はクラブ史上初の国内三大タイトル獲得をかけて、川崎は過去4回決勝進出しながら(2000年・2007年・2009年・2017年)、いずれも無得点で敗れており、5回目の決勝での初優勝を目指す一戦となった。なお両チームは1999年のJ2開幕初年度に参加したチーム同士の為、J2開幕初年度に参加したチーム同士のJリーグカップ決勝は2009年のFC東京と川崎以来2例目である。
前半10分、ロングボールを受けた札幌MF白井康介が川崎DF車屋紳太郎を交わしてクロスを上げ、これがファーに流れたところをペナルティエリア内に詰めていた札幌MF菅大輝がダイレクトボレーを放つと、クロスバーに弾かれたボールが川崎GK新井章太の背中に当たってゴールに吸い込まれ、札幌が先制点を挙げる。そこから川崎が徐々に押し返す展開となり、何度も決定機をつくるが決めきれない展開が続く。しかし前半終了間際、川崎MF脇坂泰斗が放ったコーナーキックがファーサイドにこぼれると、フリーで待っていた川崎MF阿部浩之が札幌GKク・ソンユンの股下を抜くシュートで同点に追いつく。このゴールは川崎のJリーグカップ決勝での初ゴールであった。
後半も川崎が主導権を握りつつ、札幌がカウンターを狙うなど一進一退の攻防が続くが、後半43分、川崎MF大島僚太がゴール前に浮き球のスルーパス。このボールを札幌DF陣の間を抜け出した途中出場の川崎FW小林悠が冷静に流し込み、川崎が勝ち越す。しかし、後半アディショナルタイム、札幌DF福森晃斗の右コーナーキックをMF深井一希が頭でたたき込み、札幌が同点に追いつき延長戦に突入する。
延長前半4分、中央突破を図った札幌MFチャナティップを川崎DF谷口彰悟が後ろから回り込んで倒してしまう。主審の荒木友輔はこのプレーで谷口に一旦イエローカードを提示するが、ビデオ・アシスタント・レフェリー (VAR) が介入。オンフィールドレビューの結果、「決定的な得点の機会の阻止(DOGSO)」と判断され、レッドカードに変更。谷口は退場処分となった。さらに、このファウルで得たフリーキックを札幌DF福森が沈めて札幌が勝ち越しに成功。窮地に追い込まれた川崎だったが、延長後半4分、途中出場のMF中村憲剛の放った左コーナーキックをファーサイドのMF山村和也がクロスで折り返し、ゴール前で待ち構えていたFW小林がこの試合2ゴール目を挙げ、同点に追いつく、両者一歩も譲らないまま120分を終え、試合は決勝では2016年大会以来3年ぶりのPK戦となった。
迎えたPK戦、先攻の川崎は4人目のDF車屋が失敗するが、後攻の札幌の5人目のDF石川直樹のキックを川崎GK新井が止め、サドンデスに突入。6人目に川崎はMF長谷川竜也がきっちり決め、札幌のDF進藤亮佑のキックを新井がストップし試合終了。死闘を制した川崎が悲願のJリーグカップ制覇を成し遂げた。
| 北海道コンサドーレ札幌                                                                        | 3 - 3 (延長)      | 川崎フロンターレ                                                    |
| --------------------------------------------------------------------------------------------- | ----------------- | ------------------------------------------------------------------- |
| - 菅大輝 10分 - 深井一希 90+5分 - 福森晃斗 99分                                               | 公式記録 試合経過 | - 阿部浩之 45+3分 - 小林悠 88分, 109分                              |
| PK戦                                                                                          |                   |                                                                     |
| - アンデルソン・ロペス - 鈴木武蔵 - 深井一希 - ルーカス・フェルナンデス - 石川直樹 - 進藤亮佑 | 4 - 5             | - 小林悠 - 山村和也 - 中村憲剛 - 車屋紳太郎 - 家長昭博 - 長谷川竜也 |

| 川崎フロンターレ |    |                      |       |       |
| GK               | 21 | 新井章太             |       |       |
| DF               | 02 | 登里享平             |       |       |
| DF               | 34 | 山村和也             |       |       |
| DF               | 05 | 谷口彰悟             | 96分  |       |
| DF               | 07 | 車屋紳太郎           |       |       |
| MF               | 25 | 田中碧               |       |       |
| MF               | 10 | 大島僚太             |       | 100分 |
| MF               | 28 | 脇坂泰斗             |       | 64分  |
| MF               | 41 | 家長昭博             | 115分 |       |
| MF               | 08 | 阿部浩之             |       | 91分  |
| FW               | 09 | レアンドロ・ダミアン |       | 73分  |
| 控え             |    |                      |       |       |
| GK               | 01 | チョン・ソンリョン   |       |       |
| DF               | 26 | マギーニョ           |       | 100分 |
| DF               | 03 | 奈良竜樹             |       |       |
| MF               | 14 | 中村憲剛             |       | 64分  |
| MF               | 16 | 長谷川竜也           |       | 91分  |
| MF               | 22 | 下田北斗             |       |       |
| FW               | 11 | 小林悠               |       | 73分  |
|                  |    |                      |       |       |
| 監督             |    |                      |       |       |
| 鬼木達           |    |                      |       |       |

| 2019 Jリーグカップ 優勝 |
| ----------------------- |
| 川崎フロンターレ 初優勝 |

## 表彰
| 表彰名           | 選手名   | 所属クラブ       | 出典   |
| ---------------- | -------- | ---------------- | ------ |
| ニューヒーロー賞 | 中村敬斗 | ガンバ大阪       | [ 19 ] |
| 大会MVP          | 新井章太 | 川崎フロンターレ |        |

## 得点ランキング
| 順位   | 選手                     | 所属                   | 得点 |
| ------ | ------------------------ | ---------------------- | ---- |
| 得点王 | 鈴木武蔵                 | 北海道コンサドーレ札幌 | 7    |
| 2      | アンデルソン・ロペス     | 北海道コンサドーレ札幌 | 6    |
| T3     | 赤﨑秀平                 | 名古屋グランパス       | 4    |
| T3     | ウェリントン             | ヴィッセル神戸         | 4    |
| T3     | 吉岡雅和                 | V・ファーレン長崎      | 4    |
| T6     | 福森晃斗                 | 北海道コンサドーレ札幌 | 3    |
| T6     | 長沢駿                   | ベガルタ仙台           | 3    |
| T6     | 相馬勇紀                 | 鹿島アントラーズ       | 3    |
| T6     | 長谷川アーリアジャスール | 名古屋グランパス       | 3    |
| T6     | 倉田秋                   | ガンバ大阪             | 3    |
| T6     | ファン・ウィジョ         | ガンバ大阪             | 3    |
| T6     | 中村敬斗                 | ガンバ大阪             | 3    |
| T6     | 畑潤基                   | V・ファーレン長崎      | 3    |
| T6     | 後藤優介                 | 大分トリニータ         | 3    |

最終更新は2019年10月13日の試合終了時

出典: J.League Data Site